# Yeeeah Baby
Yeeeah Baby is het tweede studioalbum van de Amerikaanse rapper Big Pun. De rapper overleed aan de gevolgen van een hartaanval twee maanden voor het album uitkwam. Hij probeerde met Yeeeah Baby een breder publiek te bereiken dan hij had gedaan met zijn debuutalbum Capital Punishment. Van het album werden in de eerste week 179.000 exemplaren verkocht.

## Kritieken
Het album piekte op een derde plek in de Billboard 200 en ontving vier van de vijf sterren van AllMusic en The Source.

## Hitlijsten
| Nr. | Titel                                          | Producer(s)                    | Duur |
| --- | ---------------------------------------------- | ------------------------------ | ---- |
| 1.  | The Creation (Intro)                           |                                | 1:29 |
| 2.  | Watch Those                                    | Knobody                        | 3:20 |
| 3.  | Off Wit His Head (met Prospect)                | Just Blaze                     | 4:06 |
| 4.  | It's So Hard (met Donell Jones)                | Younglord, Jay "Waxx" Garfield | 2:52 |
| 5.  | We Don't Care (met Cuban Link)                 | Younglord                      | 3:12 |
| 6.  | New York Giants (met M.O.P.)                   | Mahogany, Minnesota            | 3:30 |
| 7.  | My Dick (met Tony Sunshine)                    | Sam Sneed, Guy Boogie, KNS     | 3:19 |
| 8.  | Leatherface                                    | The Infinite Arkatechz         | 3:25 |
| 9.  | Air Pun (Skit)                                 |                                | 0:51 |
| 10. | 100% (met Tony Sunshine)                       | Sean C                         | 3:51 |
| 11. | Wrong Ones (met Sunkiss)                       | Just Blaze                     | 4:07 |
| 12. | Laughing at You (met Tony Sunshine)            | O.Gee                          | 4:26 |
| 13. | Nigga Shit                                     | Buckwild                       | 1:45 |
| 14. | Ms. Martin (met Remy Ma)                       | DJ Shok                        | 4:16 |
| 15. | My Turn                                        | L.E.S.                         | 3:48 |
| 16. | You Was Wrong (met Fat Joe, Drag-On & Remy Ma) | DJ Shok                        | 3:51 |